# Hermann Joseph von Fugger-Glött

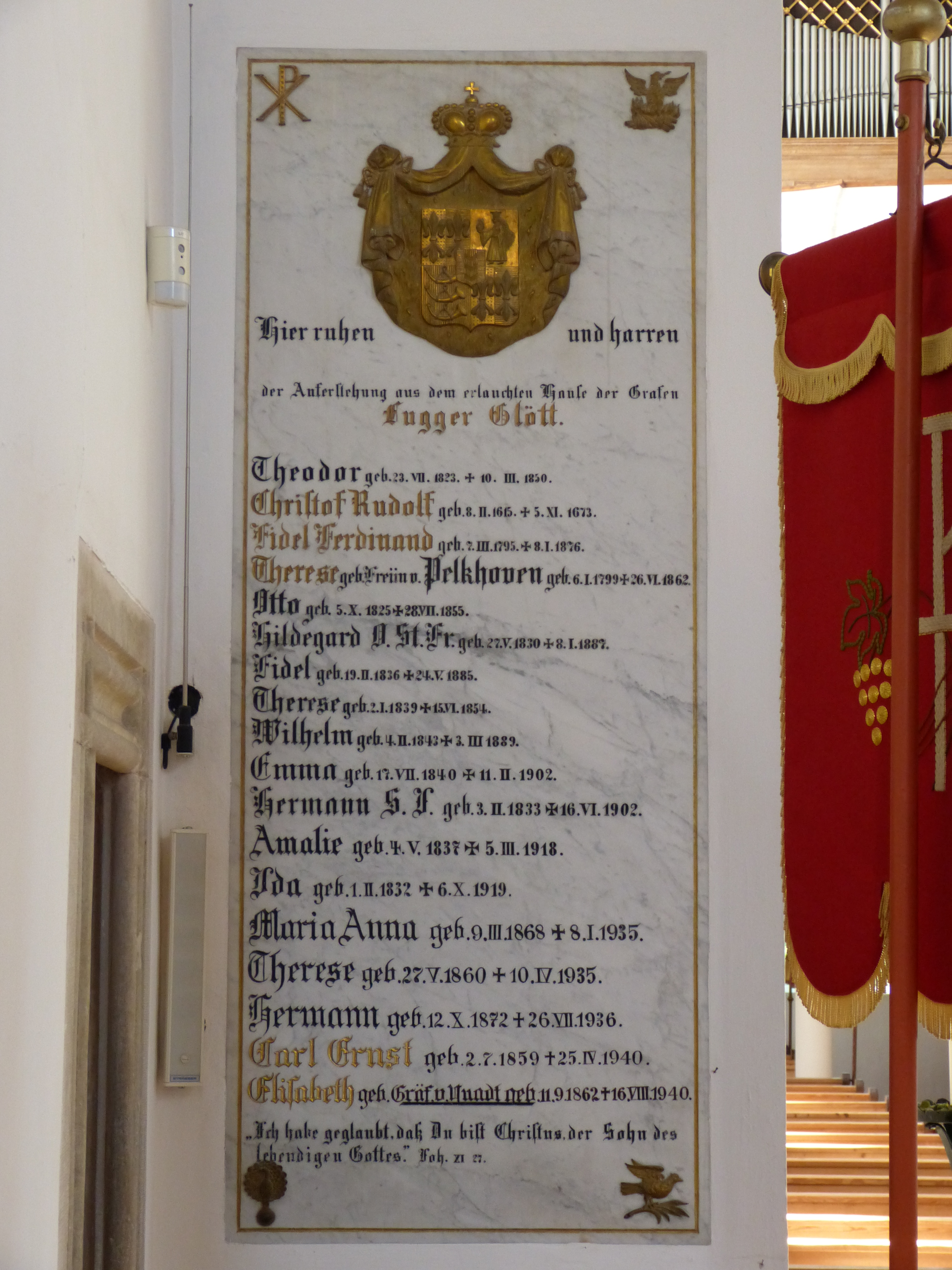
Grab

Hermann Joseph von Fugger-Glött SJ (* 3. Februar 1833 in Glött; † 16. Juni 1902 in München) war ein deutscher römisch-katholischer Priester und Theologe.

## Leben
Am 7. Oktober 1853 trat er in Gorheim den Jesuiten bei. Er absolvierte Ordensstudien in Münster, Bonn und Maria Laach. Am 11. November 1865 empfing er die Priesterweihe in Augsburg. Neben seiner Arbeit als Prediger und Kongregationsleiter war er auch schriftstellerisch in Paderborn tätig. Er engagierte sich bei Volksmissionen, so predigte er beispielsweise 1867 in Erfurt und 1868 in Sundern. 1870/1872 war er im Priesterseminar Regensburg und schließlich Prediger in St. Cassian. Am 15. August 1872 legte er die letzten Gelübde ab. Nach Erlass des Reichsgesetzes vom 4. Mai 1874, das bei unbefugter Ausübung von Kirchenämtern den Verlust der Staatsangehörigkeit und die Ausweisung aus dem Reichsgebiet androhte („Verbannungsgesetz“), zog Fugger-Glött sich in die Privatseelsorge und sein Wirken als Schriftsteller in Feldkirch zurück.
Er ist in der Kirche St. Peter und Paul in Kirchheim in Schwaben begraben.

## Schriften (Auswahl)
- Was hat uns die Synode genützt?. Paderborn 1868, OCLC 24882287.
- Die Staatsgefährlichkeit der römisch-katholischen Kirche. Regensburg 1874, OCLC 495307367.
- Diesseits und Jenseits im Lichte modernen Wissens. Mainz 1894, OCLC 23192665.
- Der alte Christus-Glaube voll und ganz auf der Höhe des neunzehnten Jahrhunderts. Skizzen über Cultur und Dogma. Mainz 1895, OCLC 1074225222.